# 民主国民党 (韓国 1949-1955)
民主国民党（みんしゅこくみんとう、略称：民国党）は、第一共和国下の韓国の保守政党で、1949年2月に結成された。

## 概要
韓国民主党（韓民党）の親日派イメージ刷新と、李承晩支持勢力を牽制（けんせい）するために、申翼熙の大韓国民党と池青天の大同青年団を統合して、1949年2月10日に結成された。韓民党の構成員や政治綱領・政策をそのまま継承しており、解放後、最初の保守野党として発足した。内閣責任制とそのための改憲を強く主張し、推進しつづけたが、選挙では李承晩大統領の与党である自由党に敗北を続けた。その後、1954年11月29日、李承晩の終身政権を可能とするいわゆる「四捨五入改憲」が行われたことに反発した護憲同志会（護同）を中心に結成された民主党（1955年9月18日）に合流した。

## 結成時の党役員
- 委員長：申翼熙
- 副委員長
  - 金度演　
  - 李栄俊
- 顧問
  - 白南薫
  - 徐相日
  - 趙炳玉
- 政策委員会会長：羅容均
- 総務部長：李晶来

## 政綱・政策

### 政綱
1. 大韓民国国民の発展を圖謀して民族の権利確保を期する。
2. 特殊階級の独裁を否定する万民平等の民主政治実現を期する。
3. 経済的機会均等を原則とする自由経済の樹立を期する。
4. 民族文化を昂揚して世界文化に貢献することを期する。
5. 人類の自由と幸福を基礎とした世界平和の樹立を期する。

### 政策
1. 国民基本自由の確保
2. 国民基本生活の確保
3. 重要な産業の国営または統制管理
4. 農業経済の向上促進
5. 工業化政策の樹立
6. 勤労大衆本位の社会立法
7. 文化施設の拡充と農村文化の普及促進
8. 教育及び保険の機会均等
9. 互恵の平等外交
10. 国防力の充実

## 党勢推移
| 年月日        | 代          | 議席数 | 得票率 |
| ------------- | ----------- | ------ | ------ |
| 1950年5月30日 | 第2代総選挙 | 24     | 9．7％ |
| 1954年5月20日 | 第3代総選挙 | 15     | 7．9％ |